# Derby di Avellaneda

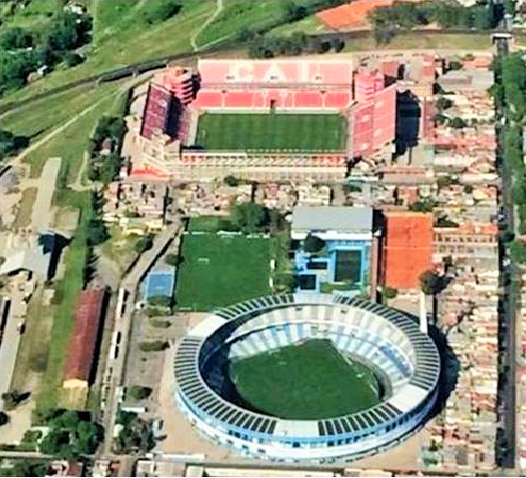
Stadio dell'Independiente (sopra) e del Racing, situati a meno di 300 metri l'uno dall'altro

Il Derby di Avellaneda (spagnolo: Clásico de Avellaneda) è la seconda più importante rivalità nel calcio argentino. È disputata tra Independiente e Racing Club. Entrambe le squadre sono molto popolari in Argentina e sono due delle cinque grandi squadre del calcio argentino.
È il secondo derby locale più importante d'Argentina, dietro il Superclásico disputato tra il Boca Juniors e il River Plate, entrambi basati nella città di Buenos Aires.

## Statistiche
Sono incluse solo le partite ufficiali. Dati aggiornati al 16 marzo 2025
| Competizione                | Partite | Vittorie dell' Independiente | Pareggi | Vittorie del Racing Club | Gol dell' Independiente | Gol del Racing Club |
| --------------------------- | ------- | ---------------------------- | ------- | ------------------------ | ----------------------- | ------------------- |
| Primera División            | 216     | 84                           | 70      | 62                       | 327                     | 276                 |
| Copa Honor                  | 2       | 1                            | 0       | 1                        | 3                       | 4                   |
| Copa de Competencia         | 4       | 1                            | 3       | 0                        | 2                       | 0                   |
| Copa Beccar Varela          | 2       | 0                            | 1       | 1                        | 4                       | 7                   |
| Copa Jockey Club            | 3       | 1                            | 2       | 0                        | 2                       | 1                   |
| Copa Centenario de la AFA   | 2       | 0                            | 0       | 2                        | 3                       | 5                   |
| Copa de la Liga Profesional | 4       | 1                            | 0       | 3                        | 3                       | 4                   |
| Supercoppa Sudamericana     | 2       | 0                            | 1       | 1                        | 1                       | 2                   |
| Totale                      | 235     | 88                           | 77      | 70                       | 345                     | 299                 |

## Lista dei risultati

### Campionato
| Num. | Stadio                         | Competizione               | Incontro                    | Risultato |
| ---- | ------------------------------ | -------------------------- | --------------------------- | --------- |
| 1    | Stadio Colón e Alsina          | Copa Campeonato 1915       | Racing Club - Independiente | 1 – 0     |
| 2    | Estadio de Crucecita           | Copa Campeonato 1916       | Independiente - Racing Club | 0 – 1     |
| 3    | Estadio de Crucecita           | Copa Campeonato 1917       | Independiente - Racing Club | 1 – 0     |
| 4    | Estadio de Crucecita           | Copa Campeonato 1918       | Independiente - Racing Club | 0 – 2     |
| 5    | Estadio de Crucecita           | Copa Campeonato 1919       | Independiente - Racing Club | 0 – 1     |
| 6    | Stadio Colón e Alsina          | Copa Campeonato 1920       | Racing Club - Independiente | 1 – 0     |
| 7    | Estadio de Crucecita           | Primera División 1920      | Independiente - Racing Club | 2 – 1     |
| 8    | Estadio de Crucecita           | Copa Campeonato 1921       | Independiente - Racing Club | 1 – 1     |
| 9    | Stadio Colón e Alsina          | Primera División 1921      | Racing Club - Independiente | 1 – 0     |
| 10   | Estadio de Crucecita           | Copa Campeonato 1922       | Independiente - Racing Club | 2 – 3     |
| 11   | Stadio Colón e Alsina          | Primera División 1922      | Racing Club - Independiente | 2 – 4     |
| 12   | Stadio Colón e Alsina          | Primera División 1923      | Racing Club - Independiente | 0 – 1     |
| 13   | Estadio de Crucecita           | Primera División 1924      | Independiente - Racing Club | 0 – 1     |
| 14   | Estadio de Crucecita           | Primera División 1925      | Independiente - Racing Club | 0 – 0     |
| 15   | Stadio Colón e Alsina          | Primera División 1926      | Racing Club - Independiente | 1 – 3     |
| 16   | Estadio de Crucecita           | Primera División 1927      | Independiente - Racing Club | 7 – 4     |
| 17   | Estadio de Crucecita           | Primera División 1928      | Independiente - Racing Club | 2 – 1     |
| 18   | Stadio Libertadores de América | Primera División 1930      | Independiente - Racing Club | 3 - 1     |
| 19   | Stadio Libertadores de América | Primera División 1931      | Independiente - Racing Club | 1 - 4     |
| 20   | Stadio Colón e Alsina          | Primera División 1931      | Racing Club - Independiente | 7 - 4     |
| 21   | Stadio Colón e Alsina          | Primera División 1932      | Racing Club - Independiente | 0 - 2     |
| 22   | Stadio Libertadores de América | Primera División 1932      | Independiente - Racing Club | 0 - 1     |
| 23   | Stadio Colón e Alsina          | Primera División 1933      | Racing Club - Independiente | 2 - 1     |
| 24   | Stadio Libertadores de América | Primera División 1933      | Independiente - Racing Club | 2 - 1     |
| 25   | Stadio Colón e Alsina          | Primera División 1934      | Racing Club - Independiente | 0 - 1     |
| 26   | Stadio Libertadores de América | Primera División 1934      | Independiente - Racing Club | 1 - 3     |
| 27   | Stadio Libertadores de América | Primera División 1934      | Independiente - Racing Club | 1 – 1     |
| 28   | Stadio Libertadores de América | Primera División 1935      | Independiente - Racing Club | 2 - 0     |
| 29   | Stadio Colón e Alsina          | Primera División 1935      | Racing Club - Independiente | 1 - 3     |
| 30   | Stadio Libertadores de América | Primera División 1936      | Independiente - Racing Club | 1 - 0     |
| 31   | Stadio Colón e Alsina          | Primera División 1936      | Racing Club - Independiente | 4 - 2     |
| 32   | Stadio Colón e Alsina          | Primera División 1937      | Racing Club - Independiente | 1 - 4     |
| 33   | Stadio Libertadores de América | Primera División 1937      | Independiente - Racing Club | 3 - 1     |
| 34   | Stadio Libertadores de América | Primera División 1938      | Independiente - Racing Club | 2 – 2     |
| 35   | Stadio Colón e Alsina          | Primera División 1938      | Racing Club - Independiente | 2 - 3     |
| 36   | Stadio Colón e Alsina          | Primera División 1939      | Racing Club - Independiente | 2 - 0     |
| 37   | Stadio Libertadores de América | Primera División 1939      | Independiente - Racing Club | 3 – 3     |
| 38   | Stadio Colón e Alsina          | Primera División 1940      | Racing Club - Independiente | 1 – 1     |
| 39   | Stadio Libertadores de América | Primera División 1940      | Independiente - Racing Club | 7 - 0     |
| 40   | Stadio Libertadores de América | Primera División 1941      | Independiente - Racing Club | 3 - 1     |
| 41   | Stadio Colón e Alsina          | Primera División 1941      | Racing Club - Independiente | 3 - 1     |
| 42   | Stadio Colón e Alsina          | Primera División 1942      | Racing Club - Independiente | 1 - 2     |
| 43   | Stadio Libertadores de América | Primera División 1942      | Independiente - Racing Club | 0 – 0     |
| 44   | Stadio Libertadores de América | Primera División 1943      | Independiente - Racing Club | 1 - 2     |
| 45   | Stadio Colón e Alsina          | Primera División 1943      | Racing Club - Independiente | 2 – 2     |
| 46   | Stadio Colón e Alsina          | Primera División 1944      | Racing Club - Independiente | 4 - 2     |
| 47   | Stadio Libertadores de América | Primera División 1944      | Independiente - Racing Club | 1 - 0     |
| 48   | Stadio Colón e Alsina          | Primera División 1945      | Racing Club - Independiente | 0 - 2     |
| 49   | La Bombonera                   | Primera División 1945      | Independiente - Racing Club | 5 - 1     |
| 50   | Stadio Colón e Alsina          | Primera División 1946      | Racing Club - Independiente | 1 - 3     |
| 51   | Stadio Libertadores de América | Primera División 1946      | Independiente - Racing Club | 0 - 2     |
| 52   | Stadio Colón e Alsina          | Primera División 1947      | Racing Club - Independiente | 3 - 2     |
| 53   | Stadio Libertadores de América | Primera División 1947      | Independiente - Racing Club | 1 - 2     |
| 54   | Stadio Libertadores de América | Primera División 1948      | Independiente - Racing Club | 2 - 3     |
| 55   | Estadio Gasómetro              | Primera División 1948      | Racing Club - Independiente | 0 - 1     |
| 56   | Stadio Libertadores de América | Primera División 1949      | Independiente - Racing Club | 2 - 5     |
| 57   | La Bombonera                   | Primera División 1949      | Racing Club - Independiente | 3 - 0     |
| 58   | Estadio Gasómetro              | Primera División 1950      | Racing Club - Independiente | 3 - 1     |
| 59   | Stadio Libertadores de América | Primera División 1950      | Independiente - Racing Club | 2 - 4     |
| 60   | Stadio Libertadores de América | Primera División 1951      | Independiente - Racing Club | 1 – 1     |
| 61   | El Cilindro                    | Primera División 1951      | Racing Club - Independiente | 1 - 0     |
| 62   | Stadio Libertadores de América | Primera División 1952      | Independiente - Racing Club | 1 – 1     |
| 63   | El Cilindro                    | Primera División 1952      | Racing Club - Independiente | 1 - 0     |
| 64   | El Cilindro                    | Primera División 1953      | Racing Club - Independiente | 3 - 0     |
| 65   | Stadio Libertadores de América | Primera División 1953      | Independiente - Racing Club | 5 - 1     |
| 66   | El Cilindro                    | Primera División 1954      | Racing Club - Independiente | 1 - 4     |
| 67   | Stadio Libertadores de América | Primera División 1954      | Independiente - Racing Club | 2 - 0     |
| 68   | El Cilindro                    | Primera División 1955      | Racing Club - Independiente | 1 – 1     |
| 69   | Stadio Libertadores de América | Primera División 1955      | Independiente - Racing Club | 0 - 1     |
| 70   | El Cilindro                    | Primera División 1956      | Racing Club - Independiente | 2 - 0     |
| 71   | Stadio Libertadores de América | Primera División 1956      | Independiente - Racing Club | 2 – 2     |
| 72   | El Cilindro                    | Primera División 1957      | Racing Club - Independiente | 2 - 3     |
| 73   | Stadio Libertadores de América | Primera División 1957      | Independiente - Racing Club | 2 – 2     |
| 74   | Stadio Libertadores de América | Primera División 1958      | Independiente - Racing Club | 1 – 1     |
| 75   | El Cilindro                    | Primera División 1958      | Racing Club - Independiente | 4 - 1     |
| 76   | El Cilindro                    | Primera División 1959      | Racing Club - Independiente | 1 - 3     |
| 77   | Stadio Libertadores de América | Primera División 1959      | Independiente - Racing Club | 3 - 4     |
| 78   | Stadio Libertadores de América | Primera División 1960      | Independiente - Racing Club | 3 – 3     |
| 79   | El Palacio                     | Primera División 1960      | Racing Club - Independiente | 0 – 0     |
| 80   | Stadio Libertadores de América | Primera División 1961      | Independiente - Racing Club | 4 - 0     |
| 81   | El Cilindro                    | Primera División 1961      | Racing Club - Independiente | 1 – 1     |
| 82   | El Cilindro                    | Primera División 1962      | Racing Club - Independiente | 1 – 1     |
| 83   | Stadio Libertadores de América | Primera División 1962      | Independiente - Racing Club | 0 – 0     |
| 84   | El Cilindro                    | Primera División 1963      | Racing Club - Independiente | 0 – 0     |
| 85   | Stadio Libertadores de América | Primera División 1963      | Independiente - Racing Club | 0 - 4     |
| 86   | Stadio Libertadores de América | Primera División 1964      | Independiente - Racing Club | 3 - 1     |
| 87   | El Cilindro                    | Primera División 1964      | Racing Club - Independiente | 0 - 1     |
| 88   | Stadio Libertadores de América | Primera División 1965      | Independiente - Racing Club | 2 – 2     |
| 89   | El Cilindro                    | Primera División 1965      | Racing Club - Independiente | 2 - 0     |
| 90   | Stadio Libertadores de América | Primera División 1966      | Independiente - Racing Club | 0 - 2     |
| 91   | El Cilindro                    | Primera División 1966      | Racing Club - Independiente | 3 – 3     |
| 92   | El Cilindro                    | Primera División 1967      | Racing Club - Independiente | 0 - 1     |
| 93   | Stadio Libertadores de América | Primera División 1967      | Independiente - Racing Club | 0 - 3     |
| 94   | El Cilindro                    | Primera División 1967      | Racing Club - Independiente | 2 - 0     |
| 95   | Stadio Libertadores de América | Primera División 1967      | Independiente - Racing Club | 4 - 0     |
| 96   | El Cilindro                    | Primera División 1968      | Racing Club - Independiente | 1 - 0     |
| 97   | Stadio Libertadores de América | Primera División 1968      | Independiente - Racing Club | 2 – 2     |
| 98   | El Cilindro                    | Primera División 1968      | Racing Club - Independiente | 4 - 1     |
| 99   | El Cilindro                    | Primera División 1969      | Racing Club - Independiente | 2 – 2     |
| 100  | Stadio Libertadores de América | Primera División 1969      | Independiente - Racing Club | 2 - 1     |
| 101  | La Bombonera                   | Primera División 1969      | Independiente - Racing Club | 1 - 3     |
| 102  | El Cilindro                    | Primera División 1970      | Racing Club - Independiente | 2 - 3     |
| 103  | El Cilindro                    | Primera División 1970      | Racing Club - Independiente | 2 – 2     |
| 104  | Stadio Libertadores de América | Primera División 1970      | Independiente - Racing Club | 2 - 1     |
| 105  | El Cilindro                    | Primera División 1971      | Racing Club - Independiente | 3 – 3     |
| 106  | Stadio Libertadores de América | Primera División 1971      | Independiente - Racing Club | 1 - 0     |
| 107  | Estadio Gasómetro              | Primera División 1971      | Independiente - Racing Club | 2 - 1     |
| 108  | El Cilindro                    | Primera División 1972      | Racing Club - Independiente | 1 – 1     |
| 109  | Stadio Libertadores de América | Primera División 1972      | Independiente - Racing Club | 1 - 0     |
| 110  | La Bombonera                   | Primera División 1972      | Independiente - Racing Club | 1 - 2     |
| 111  | El Cilindro                    | Primera División 1973      | Racing Club - Independiente | 0 – 0     |
| 112  | Stadio Libertadores de América | Primera División 1973      | Independiente - Racing Club | 0 – 0     |
| 113  | El Cilindro                    | Primera División 1973      | Racing Club - Independiente | 1 - 3     |
| 114  | Stadio Libertadores de América | Primera División 1974      | Independiente - Racing Club | 4 - 1     |
| 115  | El Cilindro                    | Primera División 1974      | Racing Club - Independiente | 1 - 5     |
| 116  | Stadio Libertadores de América | Primera División 1974      | Independiente - Racing Club | 2 - 0     |
| 117  | El Cilindro                    | Primera División 1974      | Racing Club - Independiente | 1 – 1     |
| 118  | El Cilindro                    | Primera División 1975      | Racing Club - Independiente | 1 - 5     |
| 119  | Stadio Libertadores de América | Primera División 1975      | Independiente - Racing Club | 4 - 1     |
| 120  | El Cilindro                    | Primera División 1975      | Racing Club - Independiente | 5 - 4     |
| 121  | Stadio Libertadores de América | Primera División 1975      | Independiente - Racing Club | 1 – 1     |
| 122  | Stadio Libertadores de América | Primera División 1976      | Independiente - Racing Club | 4 - 2     |
| 123  | El Cilindro                    | Primera División 1976      | Racing Club - Independiente | 1 - 3     |
| 124  | El Cilindro                    | Primera División 1976      | Racing Club - Independiente | 1 - 2     |
| 125  | El Cilindro                    | Primera División 1976      | Racing Club - Independiente | 1 – 1     |
| 126  | Stadio Libertadores de América | Primera División 1977      | Independiente - Racing Club | 0 – 0     |
| 127  | El Cilindro                    | Primera División 1977      | Racing Club - Independiente | 0 – 0     |
| 128  | El Cilindro                    | Primera División 1978      | Racing Club - Independiente | 3 - 2     |
| 129  | Stadio Libertadores de América | Primera División 1978      | Independiente - Racing Club | 1 - 0     |
| 130  | El Cilindro                    | Primera División 1979      | Racing Club - Independiente | 2 - 3     |
| 131  | Stadio Libertadores de América | Primera División 1979      | Independiente - Racing Club | 2 - 3     |
| 132  | El Cilindro                    | Primera División 1980      | Racing Club - Independiente | 1 – 1     |
| 133  | Stadio Libertadores de América | Primera División 1980      | Independiente - Racing Club | 1 - 0     |
| 134  | Stadio Libertadores de América | Primera División 1980      | Independiente - Racing Club | 1 – 1     |
| 135  | El Cilindro                    | Primera División 1980      | Racing Club - Independiente | 1 - 2     |
| 136  | Stadio Libertadores de América | Primera División 1981      | Independiente - Racing Club | 1 - 2     |
| 137  | Stadio José Amalfitani         | Primera División 1981      | Racing Club - Independiente | 0 – 0     |
| 138  | Stadio Libertadores de América | Primera División 1981      | Independiente - Racing Club | 0 – 0     |
| 139  | El Cilindro                    | Primera División 1981      | Racing Club - Independiente | 1 - 2     |
| 140  | Stadio Libertadores de América | Primera División 1982      | Independiente - Racing Club | 1 – 1     |
| 141  | Stadio José Amalfitani         | Primera División 1982      | Racing Club - Independiente | 1 - 2     |
| 142  | La Bombonera                   | Primera División 1982      | Racing Club - Independiente | 0 - 2     |
| 143  | Stadio Libertadores de América | Primera División 1982      | Independiente - Racing Club | 3 - 1     |
| 144  | El Palacio                     | Primera División 1983      | Racing Club - Independiente | 1 - 2     |
| 145  | Stadio Libertadores de América | Primera División 1983      | Independiente - Racing Club | 2 - 0     |
| 146  | El Cilindro                    | Primera División 1986-1987 | Racing Club - Independiente | 0 – 0     |
| 147  | Stadio Libertadores de América | Primera División 1986-1987 | Independiente - Racing Club | 2 – 2     |
| 148  | Stadio Libertadores de América | Primera División 1987-1988 | Independiente - Racing Club | 1 – 1     |
| 149  | El Cilindro                    | Primera División 1987-1988 | Racing Club - Independiente | 3 - 1     |
| 150  | El Cilindro                    | Primera División 1988-1989 | Racing Club - Independiente | 2 - 1     |
| 151  | Stadio Libertadores de América | Primera División 1988-1989 | Independiente - Racing Club | 0 – 0     |
| 152  | Stadio Libertadores de América | Primera División 1989-1990 | Independiente - Racing Club | 2 – 2     |
| 153  | El Cilindro                    | Primera División 1989-1990 | Racing Club - Independiente | 1 - 0     |
| 154  | Stadio Libertadores de América | Primera División 1990-1991 | Independiente - Racing Club | 1 – 1     |
| 155  | El Cilindro                    | Primera División 1990-1991 | Racing Club - Independiente | 0 – 0     |
| 156  | El Cilindro                    | Primera División 1991-1992 | Racing Club - Independiente | 0 – 0     |
| 157  | Stadio Libertadores de América | Primera División 1991-1992 | Independiente - Racing Club | 0 – 0     |
| 158  | Stadio Libertadores de América | Primera División 1992-1993 | Independiente - Racing Club | 1 – 1     |
| 159  | El Cilindro                    | Primera División 1992-1993 | Racing Club - Independiente | 1 – 1     |
| 160  | El Cilindro                    | Primera División 1993-1994 | Racing Club - Independiente | 1 - 0     |
| 161  | Stadio Libertadores de América | Primera División 1993-1994 | Independiente - Racing Club | 2 – 2     |
| 162  | El Cilindro                    | Primera División 1994-1995 | Racing Club - Independiente | 0 - 2     |
| 163  | Stadio Libertadores de América | Primera División 1994-1995 | Independiente - Racing Club | 0 – 0     |
| 164  | Stadio Libertadores de América | Primera División 1995-1996 | Independiente - Racing Club | 2 – 2     |
| 165  | El Cilindro                    | Primera División 1995-1996 | Racing Club - Independiente | 1 – 1     |
| 166  | Stadio Libertadores de América | Primera División 1996-1997 | Independiente - Racing Club | 2 – 2     |
| 167  | El Cilindro                    | Primera División 1996-1997 | Racing Club - Independiente | 1 - 2     |
| 168  | Stadio Libertadores de América | Primera División 1997-1998 | Independiente - Racing Club | 2 - 0     |
| 169  | El Cilindro                    | Primera División 1997-1998 | Racing Club - Independiente | 0 – 0     |
| 170  | Stadio Libertadores de América | Primera División 1998-1999 | Independiente - Racing Club | 1 - 3     |
| 171  | El Cilindro                    | Primera División 1998-1999 | Racing Club - Independiente | 0 - 2     |
| 172  | El Cilindro                    | Primera División 1999-2000 | Racing Club - Independiente | 0 – 0     |
| 173  | Stadio Libertadores de América | Primera División 1999-2000 | Independiente - Racing Club | 2 - 1     |
| 174  | El Cilindro                    | Primera División 2000-2001 | Racing Club - Independiente | 0 - 2     |
| 175  | Stadio Libertadores de América | Primera División 2000-2001 | Independiente - Racing Club | 0 - 1     |
| 176  | Stadio Libertadores de América | Primera División 2001-2002 | Independiente - Racing Club | 1 – 1     |
| 177  | El Cilindro                    | Primera División 2001-2002 | Racing Club - Independiente | 1 - 2     |
| 178  | El Monumental                  | Primera División 2002-2003 | Racing Club - Independiente | 1 - 4     |
| 179  | La Fortaleza                   | Primera División 2002-2003 | Independiente - Racing Club | 1 – 1     |
| 180  | El Cilindro                    | Primera División 2003-2004 | Racing Club - Independiente | 1 – 1     |
| 181  | La Fortaleza                   | Primera División 2003-2004 | Independiente - Racing Club | 1 - 3     |
| 182  | Stadio Libertadores de América | Primera División 2004-2005 | Independiente - Racing Club | 1 - 0     |
| 183  | El Cilindro                    | Primera División 2004-2005 | Racing Club - Independiente | 3 - 1     |
| 184  | Stadio Libertadores de América | Primera División 2005-2006 | Independiente - Racing Club | 4 - 0     |
| 185  | El Cilindro                    | Primera División 2005-2006 | Racing Club - Independiente | 0 - 2     |
| 186  | Stadio Libertadores de América | Primera División 2006-2007 | Independiente - Racing Club | 2 - 0     |
| 187  | El Cilindro                    | Primera División 2006-2007 | Racing Club - Independiente | 1 – 1     |
| 188  | El Cilindro                    | Primera División 2007-2008 | Racing Club - Independiente | 0 – 0     |
| 189  | Stadio José Amalfitani         | Primera División 2007-2008 | Independiente - Racing Club | 0 – 0     |
| 190  | El Cilindro                    | Primera División 2008-2009 | Racing Club - Independiente | 1 – 1     |
| 191  | El Palacio                     | Primera División 2008-2009 | Independiente - Racing Club | 2 - 0     |
| 192  | El Cilindro                    | Primera División 2009-2010 | Racing Club - Independiente | 1 - 2     |
| 193  | Stadio Libertadores de América | Primera División 2009-2010 | Independiente - Racing Club | 1 - 0     |
| 194  | Stadio Libertadores de América | Primera División 2010-2011 | Independiente - Racing Club | 1 - 0     |
| 195  | El Cilindro                    | Primera División 2010-2011 | Racing Club - Independiente | 2 - 0     |
| 196  | El Cilindro                    | Primera División 2011-2012 | Racing Club - Independiente | 1 – 1     |
| 197  | Stadio Libertadores de América | Primera División 2011-2012 | Independiente - Racing Club | 4 - 1     |
| 198  | El Cilindro                    | Primera División 2012-2013 | Racing Club - Independiente | 2 - 0     |
| 199  | Stadio Libertadores de América | Primera División 2012-2013 | Independiente - Racing Club | 2 - 0     |
| 200  | Stadio Libertadores de América | Primera División 2014      | Independiente - Racing Club | 2 - 1     |
| 201  | El Cilindro                    | Primera División 2015      | Racing Club - Independiente | 1 - 0     |
| 202  | Stadio Libertadores de América | Primera División 2015      | Independiente - Racing Club | 3 - 0     |
| 203  | Stadio Libertadores de América | Primera División 2015      | Independiente - Racing Club | 0- 2      |
| 204  | El Cilindro                    | Primera División 2015      | Racing Club - Independiente | 1 - 2     |
| 205  | Stadio Libertadores de América | Primera División 2016      | Independiente - Racing Club | 1 – 1     |
| 206  | El Cilindro                    | Primera División 2016      | Racing Club - Independiente | 0 – 0     |
| 207  | El Cilindro                    | Primera División 2016-2017 | Racing Club - Independiente | 3 - 0     |
| 208  | Stadio Libertadores de América | Primera División 2016-2017 | Independiente - Racing Club | 2 - 0     |
| 209  | El Cilindro                    | Primera División 2017-2018 | Racing Club - Independiente | 0 - 1     |
| 210  | Stadio Libertadores de América | Primera División 2018-2019 | Independiente - Racing Club | 1 - 3     |
| 211  | El Cilindro                    | Primera División 2019-2020 | Racing Club - Independiente | 1 - 0     |
| 212  | Stadio Libertadores de América | Primera División 2021      | Independiente - Racing Club | 1 - 0     |
| 213  | El Cilindro                    | Primera División 2022      | Racing Club - Independiente | 1 - 0     |
| 214  | Stadio Libertadores de América | Primera División 2023      | Independiente - Racing Club | 1 – 1     |
| 215  | El Cilindro                    | Primera División 2024      | Racing Club - Independiente | 0 – 0     |
| 216  | Stadio Libertadores de América | Primera División 2025      | Independiente - Racing Club | 1 – 1     |

### Coppe nazionali
| Num. | Data       | Stadio                         | Competizione                     | Incontro                    | Risultato   |
| ---- | ---------- | ------------------------------ | -------------------------------- | --------------------------- | ----------- |
| 1    | 22/04/1917 | Stadio Colón e Alsina          | Copa Competencia Jockey Club     | Racing Club - Independiente | 1 – 1 (dts) |
| 2    | 06/05/1917 | Stadio Colón e Alsina          | Copa Competencia Jockey Club     | Racing Club - Independiente | 0 – 0 (dts) |
| 3    | 13/05/1917 | Stadio Colón e Alsina          | Copa Competencia Jockey Club     | Racing Club - Independiente | 0 – 1       |
| 4    | 22/07/1917 |                                | Copa Honor MCBA                  | Independiente - Racing Club | 1 – 3 (dts) |
| 5    | 09/07/1918 |                                | Copa Honor MCBA                  | Independiente - Racing Club | 2 – 1       |
| 6    | 18/01/1924 | Stadio Colón e Alsina          | Copa Competencia                 | Racing Club - Independiente | 0 – 0       |
| 7    | 25/01/1924 | Stadio Colón e Alsina          | Copa Competencia                 | Racing Club - Independiente | 0 – 0       |
| 8    | 01/02/1924 |                                | Copa Competencia                 | Independiente - Racing Club | 0 – 0       |
| 9    | 13/05/1926 | Stadio Colón e Alsina          | Copa Competencia                 | Racing Club - Independiente | 0 – 2       |
| 10   | 28/01/1933 | Stadio Gasometro               | Copa Beccar Varela               | Racing Club - Independiente | 3 – 3       |
| 11   | 04/02/1933 | Stadio Alvear y Tagle          | Copa Beccar Varela               | Racing Club - Independiente | 4 – 1       |
| 12   | 25/06/1993 | Stadio Libertadores de América | Copa Centenario AFA              | Independiente - Racing Club | 1 – 2       |
| 13   | 02/07/1993 | Stadio Juan Domingo Perón      | Copa Centenario AFA              | Racing Club - Independiente | 3 – 2       |
| 14   | 10/04/2021 | Stadio Juan Domingo Perón      | Copa de la Liga Profesional 2021 | Racing Club - Independiente | 1 – 0       |
| 15   | 19/03/2022 | Stadio Libertadores de América | Copa de la Liga Profesional 2022 | Independiente - Racing Club | 1 – 2       |
| 16   | 30/09/2023 | Stadio Juan Domingo Perón      | Copa de la Liga Profesional 2023 | Racing Club - Independiente | 0 – 2       |
| 17   | 24/02/2024 | Stadio Libertadores de América | Copa de la Liga Profesional 2024 | Independiente - Racing Club | 0 – 1       |

### Coppe Internazionali
| Num. | Data       | Stadio                         | Competizione                 | Incontro                    | Risultato |
| ---- | ---------- | ------------------------------ | ---------------------------- | --------------------------- | --------- |
| 1    | 02/10/1992 | Stadio Juan Domingo Perón      | Supercoppa Sudamericana 1992 | Racing Club - Independiente | 2 – 1     |
| 2    | 08/10/1992 | Stadio Libertadores de América | Supercoppa Sudamericana 1992 | Independiente - Racing Club | 0 – 0     |